# کاپائو بونیتو دو سول
کاپائو بونیتو دو سول (به پرتغالی: Capão Bonito do Sul) یک منطقهٔ مسکونی در برزیل است که در ریو گرانده جنوبی واقع شده‌است. کاپائو بونیتو دو سول ۱٬۶۴۱ نفر جمعیت دارد.